# Микума (тежък крайцер, 1934)
Микума (на японски: 三隈) е тежък крайцер на Императорските ВМС на Япония. Вторият влязъл в строй представител на типа „Могами“. Носи името „Микума“ в чест на река в префектура Оита.
Поръчан е в числото на четирите крайцера от този тип по Първата програма за попълнение на флота от 1931 г. Построен е в периода 1931 – 1935 г. от корабостроителницата на фирмата „Мицубиши“ в Нагазаки.
Веднага след влизането в строй „Микума“ заедно с „Могами“ са повредени в хода на инцидента с Четвърти флот и „Микума“ до края на 1937 г. преминава модернизация, насочена за повишаване на здравината на корпуса. Скоро след това той отново е в модернизация за провеждането на планираната замяна на оръдейните кули, от юни до декември 1939 г. В периода 1940 – 1941 г. крайцерът, заедно с еднотипните кораби, активно участва в учения, а също и в операциите по превземането на Френски Индокитай.
В състава на 7-а дивизия крайцери „Микума“ има активно участие в началния етап на бойните действия на Тихоокеанския театър през Втората световна война, в т.ч. превземането на Малая, Нидерландска Източна Индия (потопявайки съвместно с „Могами“ и разрушители в хода на боя в Зондския пролив американския крайцер „Хюстън“ (USS Houston (CA-30)) и австралийския „Пърт“ (HMAS Perth (D29))), похода в Индийския океан. В хода на битката при Мидуей, на 5 юни 1942 г., е повреден при сблъсък с „Могами“ и е потопен на следващия ден от американската палубна авиация.

## Строителство
Поръчките за строителство на първата двойка 8500-тонни крайцери на стойност по 24 833 950 йени в рамките на Първата програма за попълнение на флота са дадени през есента на 1931 г. Вторият от тях (временно обозначение според програмата – „крайцер №2“) е заложен в корабостроителницата на фирмата „Мицубиши“ в Нагазаки на 24 декември 1931 г. със строителен номер 520. На 1 август 1932 г. му е присвоено названието „Микума“ – в чест на реката в префектура Оита, преди това името не е използвано в японския флот.
Като представител на серията леки крайцери от типа „Могами“ „Микума“ трябва да представлява гладкопалубен кораб с максимални дължина от 200,6 м и ширина от 18,0 м, с S-образен носов край и вълнообразна горна палуба, носещ масивна носова надстройка. Корпусът е максимално олекотен за сметка на намаляването на дебелината на листовете на обшивката и масираното използване на електрозаваряване, нормалната водоизместимост, според проекта, съставлява 11 169 тона. Четиривалната паротурбинна установка с мощност от 152 000 к.с. (111,8 МВт) осигурява максимална скорост на хода от 37 възела, а запасът гориво му позволява да измине 8000 морски мили на 14-възлов ход. Главният калибър на кораба включва петнадесет 155-мм оръдия тип 3 с дължина на ствола от 60 калибра в пет триоръдейни куполни установки, с максимална далечина на стрелбата от 27,4 км. За защита от въздушни цели има осем универсални 127-мм оръдия тип 89 в четири сдвоени установки и две двуцевни 13,2-мм картечници тип 93 . Развитото торпедно въоръжение включва четири тритръбни 610-мм торпедни апарата със система за механично презареждане, разчетени да използват парогазовите торпеда тип 90. На борда има три разузнавателни хидросамолета, изстрелвани от два катапулта на арсенала на Куре тип № 2 модел 3. Броневата защита на крайцера е изчислена да прикрива погребите му от попадения на 203-мм снаряди, а енергетичната установка от попадения на 155-мм снаряди, дебелината на прикриващия ги брониран пояс достига 140 и 100 мм съответно. Долният ръб на пояса играе ролята на противоторпедна преграда, отгоре тези отсеци са покрити от бронирана палуба с дебелина от 35 до 60 мм, бойната рубка е защитена с до 100 мм броня. Екипажът на кораба трябва да включва 930 души: 70 офицера и 860 матроса.
На вода крайцера е спуснат на 31 май 1934 г., при това присъстват началникът на военноморския район на Сасебо , вицеадмирал Мицумаса Йонаи и главата на МГЩ адмиралът на флота принц Хироясу Фушими В процеса на последващите довършителни работи на вода корабът преминава т.нар. „Първи етап работи за повишаване на ефективността“, предизвикан от инцидента с миноносеца „Томоджуру“. В хода му крайцерът получава оборудване за приемане/изхвърляне на воден баласт в двойното дъно, а също значително, по сравнение с изходния проект, олекотяване на надстройките.
На ходовите изпитания, на 14 юни 1935 г., при остров Косикиджима, „Микума“ достига скорост от 36,47 възела при водоизместимост 12 370 тона и мощност на машините от 154 056 к.с.. На 29 август същата година крайцерът е приет от флота, без да има, обаче, към момента двете кърмови 127-мм установки и зенитните автомати.

## История на службата

### Довоенна
След влизането му в строй на 29 август 1935 г. „Микума“ заедно с принадлежащия към същия тип крайцер „Могами“ е зачислен в състава на 7-а дивизия и получава позивните JJNA. Двата крайцера са придадени на Четвърти флот за участие в ежегодните лятно – есенни маневри. На 26 септември същата година в състава на главните сили на Четвърти флот те преминават през тайфун, в централната част на който вълните достигат височина 15 – 18 м, а скоростта на вятъра – 30 – 40 м/с. След това произшествие на „Микума“ е установена деформация на корпуса, многобройни разкъсвания на заваръчни шевове, особено в носовия край, също е затруднено въртенето на носовите оръдейни кули. След връщането му в Куре, крайцерът, на 15 ноември, в очакване на необходимата модернизация е изваден в резерва втора категория.
От 30 ноември 1935 до 5 февруари 1936 г. „Микума“ се намира в дока на арсенала на флота в Куре за оглед на корпуса в рамките на разследването на инцидента. От 1 април 1936 г. е преведен в резерва трета категория във връзка с началото на реконструкцията, насочена към отстраняването на недостатъчната здравина и продължила до октомври 1937 г. (Втори етап работи за повишаване на ефективността). В хода ѝ съединенията чрез заваряване шевове на листовете от стомана тип „D“ на протежение 80% от дължината на корпуса са заменени с нитовани (дебелината им на много участъци е удвоена), а в краищата – на заваръчни от мека стомана, съкратено е първото ниво на надстройката (със зенитната палуба), за да не преминават през него барбетите на оръдейните кули №3 и 4, поставени са були с увеличена ширина за компенсация на нарасналата водоизместимост. Също паралелно с това са поставени кърмовите 127-мм установки и 25-мм зенитни автомати, намалена е височината на гротмачтата и е преправена системата релси за хидросамолетите. Метацентричната височина на изпитанията на „Микума“ от 18 октомври 1937 г., след изпълнението на Втория етап от работи за повишаване на ефективността съставя 1,290 м при водоизместимост на изпитанията (13 940 т), 1,200 м натоварен (14 888 т), 1,360 м празен (11 504 т) и 1,350 м празен с приет 782 т баласт (12 286 т).
На 31 октомври 1937 г. „Микума“ във връзка с края на модернизацията е върнат в състава на флота от резерва и на 1 декември отново влиза в състава на 7-а дивизия (две марки на комина), заедно с „Кумано“ (флагман, една марка) и „Судзуя“ (три марки). От 9 до 14 април 1938 г. трите крайцера на 7-а дивизия извършват поход от Сасебо до Такао. През август корабите участват в ученията в проливите Бунго и Исе. „Микума“ при това в хода на стрелбите показва адекватна точност на своя главен калибър – разсейването съставлява 278 м на далечина 20 км. От 17 до 23 октомври крайцерът прави поход от Сасебо за Мако и се връща след това обратно.
От 21 март до 3 април 1939 г. 7-а дивизия (включваща към този момент само „Микума“ и „Кумано“) плава от Сасебо към крайбрежието на северен Китай. През април – май двата кораба участват в ученията при южната част на японските острови (района на Кагошима-Сукумо). На 20 май те са изведени в резерва трета категория поради началото на нова модернизация. Тя става известна като Трети етап работи за повишаване на ефективността и е насочена преди всичко към замяната на главния калибър – 155-мм триоръдейни установки са демонтирани и на техните барбети са поставени 203,2-мм двуоръдейни установки (т. нар. „модел „Могами““). Паралелно с това също са заменени катапултите на арсенала Куре тип №2 модел 3 с по-тежките тип №2 модел 5, парогазовите торпеда тип 90 с кислородните тип 93 (с увеличение на боекомплекта до 24 броя), поставен е прибор за управление на торпедната стрелба тип 92 на площадка на фокмачтата. Метацентричната височина на изпитания на „Микума“ от 17 февруари 1940 г., след края на Третия етап от работи за повишаване на ефективността, съставя 1,253 м при водоизместимост на изпитанията (13 985 т), 1,166 м натоварен (14 916 т), 1,318 м празен (11 560 т) и 1,322 м празен с приет 788 т баласт (12 348 т).
Модернизацията на „Микума“ се провежда от Арсенала на флота в Йокосука, работите се водят от юни до 30 декември 1939 г.
На 1 май 1940 г., крайцера се връща в състава на 7-а дивизия, която от този момент вече включва в себе си четирите представителя на типа „Могами“ (флагман – „Судзуя“). От 7 януари 1941 г. 7-а дивизия получава вътрешно деление на две отделения (първо – „Кумано“ и „Судзуя“, второ – „Микума“ и „Могами“), флагман става „Кумано“.
Във връзка с изострянето на френско-тайския конфликт 7-а дивизия, на 23 януари 1941 г., напуска Куре и на 29 януари пристига в Самах на остров Хайнан. На 31 януари на борда на крайцера „Натори“, при посредничеството на японски дипломати, е подписано примирие. На 6 февруари 7-а дивизия излиза в море, посещава на 10-и Бангкок и 13-и Сайгон. На 18 февруари тя е в Самах, на 20 – 21 февруари престоява в Мако, на 23 – 26 февруари – на Окинава, 3 – 7 март – в Такао, 11 – 28 март – в залива Саеки и на 29 март пристига в Куре. От 11 до 17 април „Микума“ (заедно със „Судзуя“) преминава там докуване, в хода на което е поставена и размагнитваща намотка.
На 24 април крайцерът напуска Куре и на 28-и пристига в залива Овасе, където се съединява с пристигналите там по-рано „Кумано“ и „Судзуя“. На 17 май корабите пристигат в залива Исе, където се съединяват с „Могами“, и на 22-ри се връщат обратно. На 3 юни „Микума“ напуска залива Овасе и се насочва за Куре, където престоява от 6 до 16-и, след това посещава Бепу и на 23-ти се среща с останалите три крайцера в залива Ариаке. 27 – 30 юни 7-а дивизия преминава в Йокосука, а оттам, в периода 8 – 12 юли, в Куре.
На 16 юли крайцерите напускат Куре за участие в превземането на Френски Индокитай. На 22 юли те пристигат в Самах и на 25 – 30 юли съпровождат оттам транспорти с войски до Сайгон. На 7 – 19 август 7-а дивизия е в залива Сукумо и на 20 август се връща в Куре. На 8 – 13 септември „Микума“ (заедно с „Могами“) преминава там поредното докуване. На 16 септември 7-а дивизия излиза в учебен поход, посещавайки Мураджуми (16 септември – 14 октомври), заливите Саеки (15 – 19 октомври), Бепу (20 – 23 октомври и 10 – 11 ноември), Сукумо (23 октомври – 1 ноември), Ариаке (2 – 9 ноември) и на 13 ноември пристига за котвена стоянка при остров Хашира. На 16 ноември крайцерите посещават Куре за зареждане с гориво и попълване на боекомплекта. На 20 – 26 ноември „Микума“ заедно с „Могами“, „Судзуя“ и „Чокай“ правят преход от Куре за Самах, три дни по-късно към тях се присъединява „Кумано“.

### Втора световна война
На 4 декември 1941 г. 7-а дивизия отплава от порт Самах за прикритие на 1-ви Малайски конвой и районите на десант в Кота Бару, Сингора и Патан. В нощта на 9 декември тя заедно с 3-та ескадра разрушители се намира в готовност за нощен бой с британското съединение „Z“ (по-рано открити от подводницата „И-65“), но успява да го открие и на сутринта се съединява с главните сили (линкорите „Конго“ и „Харуна“, тежките крайцери „Атаго“ и „Такао“). На следващия ден тази задача губи своята актуалност, тъй като британските кораби са потопени от авиацията на авионосна група на Японския императорски флот при Куантан.
10 – 11 декември „Микума“ и „Могами“ (2-ро отделение на 7-а дивизия) провеждат в Пуло Кондао, на 14 – 19 декември съпровождат 2-ри Малайски конвой и на 20 декември пристигат в Камран. На 22 декември те отново излизат в морето и на 23 – 27 декември поддържат десанта в Кучинг (операция Q), връщайки се в базата на 27 декември.
На 16 януари 1942 г. 7-а дивизия заедно с крайцерите „Чокай“, „Сендай“ и „Юра“ излиза в морето за прихващане на британски кораби, но заповедта за това е отменена на 18 януари, и на следващия ден дивизията се връща обратно. На 23 януари тя отново напуска Камран, „Микума“ и „Могами“ при това прикриват десанта в Ендау и се връщат на 30 януари. След кратък престой всичките 4 крайцера на 7-а дивизия и „Чокай“ излизат в морето на 10 февруари и след три дена осигуряват прикритието на операция „L“ (превземането на Палембанг и остров Банка). На 16 февруари 7-а дивизия е придадена в състава на Главните сили с цел осигуряване на превземането на западна Ява и на следващия ден пристига на остров Анамбас за прием на гориво и припаси.

#### Битка в залива Бантам
На 24 февруари 4-те крайцера излизат в морето, на 27 февруари „Микума“ и „Могами“, заедно със съпровождащия ги разрушител „Шикинами“, се отделят и се насочват за прикритие на десанта в залива Бантам западно от Батавия. На подхода към него в 00:10 на 28 февруари, е получено съобщение от разрушителя „Фубуки“ за откриването западно от нос Баби на два вражески кораба, и на крайцерите започват подготовка за боя, който по-късно става известен като битка в Зондския пролив, в англоезичната историография и като морската битка при Батавия – в японската. В 00:30 е получена заповедта на командващия 5-а ЕР, контраадмирал Хара, да се съединят с 5-и дивизион разрушители („Харукадзе“, „Хатакадзе“, „Асакадзе“), и в съответствие с нея „Могами“, „Микума“ и „Шикинами“ продължават да плават с курс на юг, сближавайки се и със зоната на десанта, и с противника.
В 01:06 крайцерите откриват противника визуално, и в 01:13 лягат на курс 110°, постепенно намалявайки разстоянието с него, като в същото време разрушителите завършват боя и нзапочват да се оттеглят. В 01:16 от „Микума“ излита хидросамолет № 1 за разузнаване.
В 01:19 „Микума“ и „Могами“, от разстояние 9000 м, пускат по шест торпеда тип 93 от апаратите по десния борд по първата от засечените цели, австралийския крайцер „Пърт“ (HMAS Perth (D29)), след това лягат на противоположен курс, тъй като вече са прекалено близко до остров Баби. В 01:22 те осветяват с прожектори и откриват артилерийски огън по втората от целите, американский крейсер „Хюстън“ (USS Houston (CA-30)), от далечина 11,2 км, като бързо постигат взривове и пожари в резултат на попадения. В 01:25 „Микума“ поради проблем с бордовата електрическа мрежа прекратява стрелбата, възобновявайки я след 5 минути, в 01:30, огънят се води само от „Могами“. Към 01:35 „Микума“ и „Могами“ извършват рязък завой наляво и пренасят стрелбата от далечина под 5 км по крайцера „Пърт“, който след многобройни попадения на снаряди и торпеда потъва в 01:42. Продължавайки да плават на югоизточен курс, крайцерите, в 01:46, повторно откриват „Хюстън“ и в 01:50 крайцерите възобновяват стрелбата по него, осветявайки го с прожекторите. Към 01:53 описвайки кръг лягат на обратен курс. Тъй като „Хюстън“, поради повредите, вече не отговаря на стрелбата, огънят по него е прекратен в 01:56, а към него се насочва „Шикинами“, който го довършва с торпедо, и в 02:06 „Хюстън“ потъва.
От 2-ро отделение на 7-а дивизия само придаденият към нея „Шикинами“ получава повреди по винта от близък разрив. Капитан 1-ви ранг Сакияма отбелязва в своя рапорт, че прожекторите на противника са доста по-слаби, залповете на американците и австралийците лягат отначало пред крайцерите (все едно противникът се цели по качени на пълен ход от вълните от паравани), а след промяната на курса – по десния борд, а след това и зад кърмата – като че ли насочването е по включените прожектори или изменението в курса въобще не е забелязано. Основните загуби сред японците в боя са свързани с дружествен огън – пуснатия в 01:27 от „Могами“ залп от шест торпеда потопява тралчика №2 и четири транспорта на ЯИА. На 4 март 7-а дивизия напуска района на Ява и на следващия ден пристига в Сингапур.
От 9 до 12 март крайцерите на 7-а дивизия и „Чокай“ прикриват района на десанта в Сабанг и Ири в северна Суматра, на 15 март се връщат в порта за дозареждане и попълване на запасите. От 20 март те участват в превземането на Андаманските острови и след изпълнение на задачите застават на котва в бирманския порт Мергуи на 26 март. На 1 април, в рамките на операция „Си“, всичките пет крайцера излизат в морето, насочвайки се в състава на съединението на вицеадмирал Джисабуро Одзава за Бенгалския залив. В 20:30 на 5 април корабите на Одзава се разделят на три независими групи, от които „Могами“, „Микума“ и разрушителя „Амагири“ влизат в южната. През втората половина на следващия ден те потопяват четири съда на съюзниците – британските „Дарданус“ и „Хандара“ и норвежките „Дагфред“ и „Хермод“. „Микума“ при това изразходва 120 203-мм и 22 127-мм снаряда. На 11 април 7-а дивизия пристига в Сингапур, на 13-и в Камран и на 22-ри пристига в Куре, където крайцерите влизат за планов ремонт в Арсенала на флота. От 4 до 12 май „Могами“ и „Микума“ преминават там докуване.

#### Мидуей
На 22 май 1942 г. 7-а дивизия (командващ контраадмирал Такео Курита флаг на „Кумано“), под прикритието на 8-и дивизион разрушители („Асашио“ и „Арашио“) напуска Хашираджима и пристига на 26 май в Гуам. На 28 май тя излиза в морето за участие в операцията „МИ“, изначално прикривайки съединението на хидросамолетоносачи на контраадмирал Фуджита („Читосе“ и „Камикава-мару“). На 30 май 7-а дивизия и 8-и дивизион се срещат с транспортната група на контраадмирал Танака (12 транспорта с 5000 войника на борда) и танкерите „Акебоно-мару“ и „Ничией-мару“, от този момент съпровождайки вече тях. През деня на 4 юни Курита получава заповед от Нагумо за обстрел на Мидуей, който трябва да постигне ненаправеното от Първо мобилно съединение в загубеното от японците сражение между самолетоносачите – да унищожи американските самолети и бреговите укрепления на атола, които могат да попречат на десанта. Тъй като до крайната точка трябва да се изминат още 410 морски мили, преодоляването им трябва да стане на максималната скорост от 35 възела. Разрушителите „Асашио“ и „Арашио“ не могат да я поддържат в бурно море, и постепенно започват да изостават.
През нощта става ясно, че крайцерите няма да достигнат Мидуей, без да попаднат под ударите на американската авиация, в 00:20 на 5 юни Ямамото отменя заповедта на Нагумо за обстрел. Обаче неговото съобщение по погрешка първоначално е изпратено не на 7-а, а на 8-а дивизия („Тоне“ и „Чикума“). До Курита то достига едва след два часа, в 02:30, когато до Мидуей остават по-малко от 50 морски мили, и едва от този момент 7-а дивизия взема курс на северозапад, насочвайки се насреща към главните сили. Паралелно с това, в 02:15, японските кораби са засечени от плаващата в надводно положение американска подводница „Тембор“ (командир – капитан 3-ти ранг Джон Мърфи) като четири големи непознати цели, обаче субмарината скоро губи контакт с тях в тъмнината. В 02:38 контактът е възобновен, и почти веднага и самата лодка е засечена от флагманския „Кумано“. Поради заплахата от торпедна атака четирите крайцера на 7-а дивизия получават заповед да изпълнят завой „всички заедно“ на 45°, но поради грешка при препредаването му и тъмнината само на плаващите първи „Кумано“ и четвърти „Могами“ го изпълняват вярно. Плаващите втори „Судзуя“ и трети „Микума“ започват завой „всички заедно“ на 90°. И ако „Судзуя“ просто преминава в опасна близост зад кърмата на „Кумано“, то „Микума“ към края на петата минута таранира „Могами“. Макар на последния да забелязват сближението и секунди преди сблъсъка да започват завой наляво, даже плъзгащия удар на плаващия с 28-възлов ход крайцер (започнал от района на носовата надстройка и напред към носа) нанася сериозни повреди. На „Могами“ е смачкан и огънат почти на 90° носовия край плътно до първата кула на главния калибър. Повредите на „Микума“ се оказват много по-леки – смачкани са броневите плочи в района на мястото на удара, от горивната цистерна зад котелно отделение №4 започва теч на мазута (през участък от повредена обшивка с дължина 20 и ширина 6 метра), драскотини по борда между 127-мм установка №2 и гротмачтата. Във връзка с това Курита заповядва на крайцерите „Кумано“ и „Судзуя“ срочно да се оттеглят от района, а на повредения „Могами“ (даже след отделянето на повредения край и херметизация на отсеците той дава максимум 12 възела и има маневреност на натоварена баржа), пострадалия „Микума“ и намиращите се в този момент западно разрушители „Асашио“ и „Арашио“ им е заповядано срочно да плават на изток към мястото на срещата.
Ръководещия борбата за живучест на „Могами“, капитан 3-ти ранг Саруватари, освен поправките на повредите заповядва да се махнат и всички потенциално пожароопасни материали на борда. В това число влизат и 24 кислородни торпеда тип 93, тъй като Саруватари ги смята за доста опасни при очакваното авионападение – едно удачно попадение в централната част на корпуса може да доведе до взрива на дванадесет тона взривни вещества, два тона керосин и двадесет и четири хиляди литра течен кислород. На „Микума“ офицерът зает с борбата за живучест счита за нужно да съхрани торпедата, смятайки, че крайцерът е получил не толкова сериозни повреди. Последствията от тези решения не забавят да се покажат в последвалите две денонощия.
„Тембор“ още няколко пъти установява контакт, опитвайки се да оцени ситуацията, и след загубване на последния контакт, в 04:37, Мърфи изпраща в щаба съобщение, че е засякъл, на 115 мили от Мидуей, два повредени японски крайцера. Скоро след това, в 06:30, тази информация е потвърдена от две летящи лодки PBY на 44-та патрулна ескадрила – те засичат два бойни кораба (опознати като „линкори“) на 125 мили от Мидуей, отбелязвайки, че те плават на запад с 15-възлов ход, и двата са повредени, един оставя след себе си следа от мазут. Съответно, в 07:00, от Мидуей за атака над японските кораби е вдигната 241-вата разузнавателно-бомбардировъчна ескадрила на КМП под командването на капитан Маршал Тайлър, включваща към момента 12 пикировчика: 6 „Дъглас SBD-2 Донтлес“ и 6 стари SB2U-3 „Вендикейтър“. Около 08:00 „Даунтлесите“ атакуват с остро пикиране „Могами“, а „Виндикейторите“, след това, около 08:05 — с плавно пикиране „Микума“, но постигат само близки разриви. При това от зенитния огън е свален самолета на командира на звеното „Виндикейтори“, капитан Ричард Флеминг. Около 08:34 към японските кораби излита осморка армейски далечни бомбардировачи B-17 под командването на полковник Брук Алън. Те пускат 39 500-фунтови бомби от височина над 6000 м, целейки се основно по „Могами“, без да постигнат попадения.
В 06:45, на 6 юни, японските кораби са открити от един от 18 разузнавателни „Даунтлеси“ на 16-о оперативно съединение на адмирал Реймънд Спрюенс, вдигнати в 05:00 от самолетоносача „Ентърпрайз“ (USS Enterprise (CV-6)). От него съобщават за „линкор, крайцер и три разрушителя“ на далечина 125 морски мили, но поради неправилно разшифроване на съобщението в щаба го разбират като „самолетоносач и пет разрушителя“. Независимо от това, че един от „Даунтлесите“ извършва кацане на самолетоносача в 07:30 и неговия екипаж донася правилната информация за противника (два крайцера и два разрушителя), това води само до по-голямо объркване – Спрюенс решава, че си има работа с две корабни съединения на японците. В резултат на това, в 07:45, крайцерите „Минеаполис“ (USS Minneapolis (CA-36)) и „Ню Орлиънс“ (USS New Orleans (CA-32)) започват да пускат хидросамолети за обследване на целите, а самолетоносачът „Хорнет“ (USS Hornet (CV-8)) малко преди 08:00 започва да вдига ударна група от 25 „Даунтлеси“ (11 от 8-а бомбардировъчна, 12 от 8-а разузнавателна и по един от 5-а и 6-а разузнавателни ескадрили. Осем машини несят 500-фунтови бомби, останалите – 1000-фунтови) с прикритие на 8 „Уайлдкета“. Около 9:30 на японските кораби излизат два хидросамолета на „Ню Орлиънс“, по които незабавно е открит зенитен огън от „Микума“. Веднага след това, в 09:45 – 09:50, те са атакувани от групата на „Хорнет“, която постига две попадения на бомби в „Могами“. Първата бомба поразява оръдейна кула №5, целият разчет на която загива. Втората пробива авиационната палуба и се взривява в торпедния отсек под нея, предизвиквайки пожар. Но тъй като там няма заредени торпеда, благодарение на заповедта на Саруватари, взрив на боекомплекта няма, а огънят е потушен в течение на час. Зенитния огън на крайцерите в хода на нападението сваля два „Даунтлеса“ от 6-а и 8-а разузнавателни ескадрили, техните екипажи (командири – лейтенантите Кларънс Вамен и Дон Грисуолд) загиват.
Към този момент ситуацията за японците все още не е тежка и около 11:00 курса е сменен на югозападен – за да, в крайна сметка, се окажат под прикритието на бреговата авиация на Уейк, до който има 710 мили. Обаче към този момент към корабите вече лети втора ударна група от 31 „Даунтлеса“ на „Ентърпрай“ и „Хорнет“ (от 3-та и 6-а бомбардировъчни и 5-а и 6-а разузнавателни ескадрили) и 12 „Уайлдкета“, под общото ръководство на капитан-лейтенанта Уолис Шорт от „Йорктаун“. Те откриват японските кораби в 12:11 и тръгват в атака, избирайки за главна цел „Могами“, който е поразен от още две бомби: една отново детонира на авиационната палуба, другата пред носовата надстройка. „Микума“ повтаря циркулацията на „Могами“ и става във връзка с това следващата цел за пикировчиците. Спикирали от височина 4 км под ъгъл 70°, те го поразяват с бомба в оръдейна кула №3, която в резултат е разрушена. Още повече, осколките от взрива преминават по предната част на надстройката, убивайки на място няколко офицера (включая командира на зенитните оръдия по десния борд) и ранявайки още няколко. В числото на последните спада и капитан 1-ви ранг Сякао Сакияма, не навреме гледащ през илюминатора, задълженията на командир на крайцера от този момент започва да изпълнява старшия помощник, капитан 2-ри ранг Хидео Такашима. Още две попадения има в носовото машинно отделение по десния борд. Макар Такашима да заповядва да се увеличи скоростта и да се изпълни маневра за отклонение, скоро „Микума“ е поразен от четвърта и пета бомби, пробили палубата в съседство с катапултите и детонирали в кърмовото машинно отделение на левия борд. Освен петте преки попадения, крайцерът има минимум поне два близки разрива на бомби.
Макар „Микума“ да губи ход, а в неговата централна част да бушува пожар, Такашима и Соне все още не смятат ситуацията за безнадеждна. Нали две от четирите машинни отделения са цели и могат да бъдат пуснати при условие потушаване на пожара, в краен случай крайцерът може да бъде взет на буксир от „Могами“ или разрушителите. Обаче в 13:58 пожарът достига снаряжените торпеда в торпедните отсеци (които, за разлика от „Могами“, не са изхвърлени зад борда след стълкновението) и води до тяхната детонация, която разрушава цялото пространство между комина и гротмачтата, засипвайки кораба с обломки. Още по-тежки се оказват вътрешните повреди – взривът води до силно наводняване на машинните отделения по левия борд, което веднага прави безнадеждна каквато и да е борба за живучест.
След запознаване с мащабите на повредите Такашима издава заповед да се изостави кораба поради явната невъзможност той да бъде спасен. Към този момент „Могами“ и „Арашио“ приближават „Микума“, за да свалят екипажа, но не могат да се швартоват непосредствено за борда на крайцера поради продължаващите се пожари, и хората трябва да стигат до тях на дървени салове или с плуване. „Асашио“ започва да описва кръгове около трите кораба. Ред членове на екипажа на „Микума“ изначално не пожелават да оставят кораба, желаейки да загинат заедно с него. Така постъпва старшия помощник Такашима, който се смята виновен за случилото се (при това ранения командир Сакияма е изпратен на сал на „Арашио“), командирът на централния артилерийски пост, капитан-лейтенант Масао Кояма, се качва на покрива на първата оръдейна кула и си прави там сепуку. Около 15:00 следва трето нападение – към японските кораби излитат 23 „Даунтлеса“ от „Хорнет“ носещи 1000-фунтови бомби, и „Могами“ и „Арашио“, намиращи се на дрейф около горящия крайцер, веднага стават лесни цели. На „Арашио“ бомба се взривява в района на 127-мм установка №3, където се събират извадените от водата оцелели, в резултат на което са убити 37 души. В крайна сметка, поради заплахата от ново нападение, в 15:25, корабите изоставят обречения „Микума“, имайки на борда си само 240 оцелели.
В 17:15 горящият крайцер е засечен от два „Даунтлеса“ на „Ентърпрайз“ (излетели от него в 15:53), които детайно го фотографират, в т.ч. и с много малка височина – около 30 метра. Също те съобщават за виждащите се далеч на запад „Могами“ с разрушителите, поставящи димна завеса, и след това лягат на обратен курс. По думите на един от оцелелите, вече в сумраците, „Микума“ започва бързо да ляга на левия борд, преобръща се и потъва, изхвърляйки много дим и пара. Това се случва в 19:30 в точката с координати 29°28′ с. ш. 173°11′ и. д. / 29.466667° с. ш. 173.183333° и. д.. „Микума“ става първия японски крайцер, загинал в хода на Втората световна война. Голяма част (650 – 700 души според различни оценки) от членовете на неговия екипаж, щатно съставен от 888 души, не оцелява – като не толкова от взривовете на бомбите и пожара, колкото от преждевременния край на спасителната операция. В тяхното число се оказва и командирът на кораба, капитан 1-ви ранг Сакияма – на 12 юни (на 13-и по токийско време) той умира от раните си на борда на крайцера „Судзуя“. Посмъртно му е присвоено званието контраадмирал.
Вечерта на 6 юни към последното известно местоположение на „Микума“ е изпратен разрушителя „Асашио“, обаче в тъмнината върху покритата със слой мазут повърхност на морето той не успява да открие нито един оцелял, и той се връща обратно. Според алтернативна, неподтвърдена версия, се предполага, че изпратен е „Судзуя“, който успява да стигне до изгорелия крайцер, да свали от него част от членовете на екипажа (включая командира Сакияма) и да го довърши с торпеда. На 9 юни американската подводница „Троут“ открива в океана дървен сал с още двама оцелели – матросите Кеничи Ишикава и Кацуичи Йошида, които като военнопленници са доставени в Пърл Харбър пет дни по-късно .
На 10 август 1942 г. крайцера „Микума“ е изключен от списъците на флота.
|  |
|  |

|  |
|  |

|  |
|  |

## Командири
- 1.6.1934 – 4.7.1934 капитан 1 ранг (тайса) Цунемицу Йошида (на японски: 吉田庸光)[41];
- 4.7.1934 – 15 ноември 1935 капитан 1 ранг (тайса) Кодзо Суджукида (на японски: 鈴木田幸造);
- 15 ноември 1935 – 1.12.1936 капитан 1 ранг (тайса) Такео Сакура (на японски: 佐倉武夫);
- 1.12.1936 – 1.12.1937 капитан 1 ранг (тайса) Канки Ивагое (на японски: 岩越寒季) [42];
- 1.12.1937 – 15 ноември 1938 капитан 1 ранг (тайса) Наосабуро Ирифуне (на японски: 入船直三郎)[24];
- 15 ноември 1938 – 15 декември 1938 капитан 1 ранг (тайса) Кумеичи Хираока (на японски: 平岡粂一)[43];
- 15 декември 1938 – 20.7.1939 капитан 1 ранг (тайса) Кошо Абе (на японски: 阿部孝壮)[24];
- 20.7.1939 – 15 ноември 1939 капитан 1 ранг (тайса) Кюджи Кубо (на японски: 久保九次)[44];
- 15 ноември 1939 – 1.11.1940 капитан 1 ранг (тайса) Сусуму Кимура (на японски: 木村　進)[24];
- 1.11.1940 – 6.06.1942 капитан 1 ранг (тайса) Сякао Сакияма (на японски: 崎山釈夫)[24].

## Коментари
1. ↑  При влизането му в строй е класифициран като крайцер 2-ри клас (нито дзюнъйокан), след замяната на артилерията като клас 1 (ито дзюнъйокан), което според приетата тогава международна терминология съответства на термините лек и тежък крайцер.
2. ↑  В редица англоезични източници, започвайки от Морисън (Morison, Samuel Eliot. History of United States Naval Operations in World War II volume 3: The Rising Sun in the Pacific, 1931 – April 1942), се твърди, че временното излизане на „Микума“ от боя в 01:25 е свързано с попадение на снаряд на „Хюстън“, при това са убити 6 души и 11 са ранени. Обаче няма никакви подтвърждения на това от японска страна, в японските документи и позоваващият се на тях 26-и том на „Сенши Сошо“ не се говори, че „Могами“ и „Микума“ в хода на боя да са получили каквито и да е повреди. Откъде такива данни се появяват при Морисън след войната е неизвестно.
3. ↑  Разпространеното мнение, че Флеминг извършва въздушен таран на „Микума“, е основано на информацията от разпита на командира на „Могами“ капитан 1-ви ранг Соне (в протокола фамилията е записана като Соджи) и е популяризирано от Робърт Хейнлъм в излязлата през 1949 г. книга Marines at Midway (там се появяват и утвържденията, че Флеминг получава и медал на честта именно за тарана, и че видните на снимките на горящия крайцер, от 6 юни, обломки на покрива на оръдейна кула №4 са именно останките на „Виндикейтора“). Обаче към момента от изпратеното в 09:05 на 5 юни от „Микума“ съобщение е известно, че крайцера към този момент не е получил особени повреди в хода на нападенията. Що се касае показанията на Соне, то Паршал и Тули предполагат, че иде реч за сходен епизод с крайцера „Мая“ в района на Гуадалканал, през ноември 1942 г. Виж забележка 38 към глава 19 в Shattered Sword.